# بزماهی سرخ پلنگی
بزماهی سرخ پلنگی (نام علمی: Mullus surmuletus) نام یک گونه از سرده بزماهی است.